# Giáo phận vương quyền Osnabrück
Giáo phận vương quyền Osnabrück  (tiếng Đức: Hochstift Osnabrück; Fürstbistum Osnabrück, Bistum Osnabrück; tiếng Anh: Prince-Bishopric of Osnabrück) là một thân vương quốc giáo hội của Đế quốc La Mã Thần thánh, tồn tại từ năm 1225 đến năm 1803. Không nên nhầm nó với Giáo phận Osnabrück (tiếng Đức: Bistum Osnabrück), lớn hơn và Giám mục vương quyền Osnabrück chỉ thực hiện quyền lực tinh thần của một giám mục bình thường. Tên của nhà nước này được đặt theo tên thủ đô của nó - thành phố Osnabrück.
Giáo phận Osnabrück hiện nay vẫn còn tồn tại, được xây dựng vào năm 772, là di tích lâu đời nhất được thành lập bởi Hoàng đế Charlemagne, để Cơ đốc giáo hóa Công quốc Sachsen mới bị chinh phục. Tài sản và quyền hành của nhà cai trị của giáo phận lúc đầu khá hạn chế, nhưng nó đã phát triển lớn mạnh theo thời gian, và các Giám mục vương quyền của nó thực hiện quyền tài phán dân sự rộng rãi trong lãnh thổ được bảo vệ bởi quyền miễn trừ của Hoàng gia. Giáo phận vương quyền tiếp tục phát triển về quy mô, khiến địa vị của nó trong thời kỳ Cải cách Kháng nghị trở thành một vấn đề gây tranh cãi lớn. Sau Hòa ước Westphalia các giám mục vương quyền được luân phiên giữa Công giáo và Tin lành.
Giáo phận đã bị giải thể trong thời kỳ Hòa giải Đức vào năm 1803, khi nó được hợp nhất vào Tuyển hầu quốc Hannover, các tài sản thì bị thế tục hoá. Năm 1806, nó được nhập vào Vương quốc Phổ, năm 1807 thì thuộc về Vương quốc Westphalia, năm 1810 thì bị sáp nhập bởi Đệ Nhất Đế chế Pháp và năm 1814 nó được trả về lại cho Hannover.
Với sự kết thúc tồn tại của Giáo phận vương quyền, tương lai của Giáo phận Osnabrück trở nên không rõ ràng. Klemens von Gruben, Giám mục hiệu tòa của Paros ở Hy Lạp, được bổ nhiệm làm Hạt đại diện tông tòa của Osnabrück, và như vậy đã quan tâm đến lợi ích tinh thần của cộng đồng Công giáo. Các giám mục Công giáo Latinh (La Mã) bình thường đã được khôi phục vào năm 1824, nhưng từ đó, các giám mục không còn nắm giữ bất kỳ quyền lực nào nữa.